# Forde Abbey
Forde Abbey ist eine ehemalige Abtei der Zisterzienser in England. Das Kloster lag bei Thorncombe südöstlich von Chard in Dorset.

## Geschichte
Nachdem ein Gründungsversuch in Brightley in Devon 1136 fehlgeschlagen war, stiftete Adelicia de Brioniis 1141 das Herrenhaus von Thorncombe am Ufer des Flusses Axe dem Zisterzienserorden. Das Kloster war ein Tochterkloster von Waverley Abbey, der ersten Zisterzienserniederlassung in England, aus der Filiation von Cîteaux. Von ihm gingen die Tochtergründungen Bindon Abbey und Dunkeswell Abbey aus. Das Kloster blühte schnell auf; sein dritter Abt, Baldwin, wurde Erzbischof von Canterbury, dessen Nachfolger John Devonius Beichtvater von König Johann. Während der letzte Abt, Thomas Chard, noch Restrukturierungsmaßnahmen durchführte, wurde das Kloster 1539 aufgelöst. Im selben Jahr überließ die Krone die Abtei einem Richard Pollard für die Summe von gut 49 Pfund. In den nächsten hundert Jahren wurde die Abtei als Steinbruch benutzt. 1649 wurde sie an Edmund Prideaux, den späteren Generalanwalt von Oliver Cromwell, verkauft. Dieser ließ die Abtei in ein Wohnanwesen umgestalten. Unter seinen Erben wurden die ’’Forde gardens’’ geschaffen. 1815 wurde die Abtei an den Philosophen Jeremy Bentham verpachtet. 1846 wurde sie an einen Kaufmann namens Miles verkauft, der weite Teile verfallen ließ. Erst unter der späteren Eigentümerin Bertram Evans begann nach 1863 die Restaurierung der Abtei, die seit 1905 von der Familie Roper bewohnt wird.

## Anlage und Bauten
Von den ehemaligen Klostergebäuden sind verschiedene Teile in der bestehenden Anlage erhalten, so die Große Halle (ehem. Refektorium?), ein Teil des Mönchsdormitoriums, ein Flügel des Kreuzgangs, der Kapitelsaal aus dem 12. Jahrhundert (heute Kapelle) und die Unterkirche (heute teilweise Restaurant). Die übrigen Räume stammen aus nachklösterlicher Zeit.